# Behrouz Boochani
Behrouz Boochani (Ilam, 23 luglio 1983) è uno scrittore, giornalista, attivista per i diritti umani curdo con cittadinanza iraniana.

## Biografia
È perseguitato quale dissidente politico dalla teocrazia sciita dell'Iran. Nel 2013 ha tentato di entrare in Australia per chiedere asilo politico e le autorità australiane, in virtù delle severe norme sull'immigrazione, lo hanno confinato in un campo profughi sull'isola di Manus, dove è detenuto da cinque anni.
Nel 2019 ha vinto il premio australiano Premio Victorian per il suo romanzo autobiografico dal titolo No  Friend But the Mountains: Writing from Manus Prison. Non essendo dotato di computer o carta ove scrivere, ha scritto il romanzo inviando una lunga serie di messaggi in lingua farsi a Omid Tofighian, un amico che le ha tradotte in inglese.
Il 23 luglio 2020, giorno del suo compleanno, la Nuova Zelanda ha accolto la sua richiesta di asilo politico.

## Onorificenze
- Premio giornalistico Anna Politkovskaja (2018)[5]
- Premio Victorian (2019)
- National Biography Award (2019)